# 瀬戸山古墳群
瀬戸山古墳群（せとやまこふんぐん）は、埼玉県熊谷市にある古墳群である。

## 概要
熊谷市大字平塚新田、および大字楊井に所在し、江南台地の東端に立地している。古墳群の範囲は北西方向から南東方向まで約1700メートルと細長い。1982年（昭和57年）に吉岡中学校の校庭拡張のため発掘調査が行われ、円墳址1基（平塚新田・瀬戸山13号墳）が確認されている。またこの円墳址から南東約100メートル、吉岡配水場地内の発掘調査が1982年（昭和57年）に行われ、12基の古墳址（平塚新田・瀬戸山1号〜12号墳）が発掘されている。
楊井に所存する古墳は「楊井古墳群」とも称されている。前方後円墳の伊勢山古墳を中心にして築造され、かつては20基以上の古墳が所在していた。しかし開墾などにより破壊され、現存するものは14基ほどである。1959年（昭和34年）に白髭神社北方の円墳楊井古墳（背戸山古墳）が発掘調査され、横穴式石室が確認されている。また、1961年（昭和36年）に伊勢山古墳が発掘調査された。

## 古墳
- 平塚新田・瀬戸山1号墳 - 円墳 
墳丘は破壊されており、全体の規模や主体部は不明。幅2.6メートル〜3.4メートル、深さ0.5メートルの周溝が巡る。土師器、円筒埴輪、馬型埴輪が出土。
- 平塚新田・瀬戸山1号墳 - 円墳
直径約10メートル。墳丘中央から主体部と思われる堀込が確認された。土師器が出土。
- 平塚新田・瀬戸山3号墳 - 円墳
- 平塚新田・瀬戸山4号墳 - 円墳
- 平塚新田・瀬戸山5号墳 - 円墳
- 平塚新田・瀬戸山6号墳 - 円墳
- 平塚新田・瀬戸山7号墳 - 円墳
- 平塚新田・瀬戸山8号墳 - 円墳
円筒埴輪が出土。
- 平塚新田・瀬戸山9号墳 - 円墳
径約20メートル。二重の周溝。埴輪、土師器が出土。
- 平塚新田・瀬戸山10号墳 - 円墳
径約10メートル。二重の周溝。円筒埴輪、土師器出土。
- 平塚新田・瀬戸山11号墳 - 円墳
円筒埴輪出土。
- 平塚新田・瀬戸山12号墳 - 円墳
- 平塚新田・瀬戸山13号墳 - 円墳
径9.6メートル。土師器出土。墳丘中央より西寄りの箇所から主体部らしき堀込が確認されている。
- 伊勢山古墳 - 前方後円墳
全長41メートル、後円部高3メートル、前方部高3.5メートル。墳丘から円筒埴輪、土師器、須恵器が出土している。主体部は、後円部から凝灰岩の切石を用いて構築された片袖形の横穴式石室が発掘されている。副葬品は、耳環1、大刀1、刀子1、鉄鏃片、環状鏡板付轡1、鉸具1、鞖金具1がある。築造年代は6世紀末と考えられる。
- 楊井古墳 - 円墳
「背戸山古墳」とも称される。主体部は、凝灰岩の切石を用いた両袖型横穴式石室である。副葬品は、大刀7、鐔1、小尻1、鉄環1、銅環1、鉄釘22、須恵器、土師器がある。
- 楊井・瀬戸山1号墳 - 円墳
径28メートル、高さ4メートル。主体部は、凝灰岩切石切組積みの両袖型横穴式石室である。副葬品は、鞘口金具残欠、鉄鏃、杏葉、雲珠がある。
- 楊井・瀬戸山2号墳 - 円墳
主体部は凝灰岩を用いた胴張りのある横穴式石室である。副葬品は、鉄鏃40、管玉1、切子玉2がある。
- 薬師寺1号墳 - 円墳
墳丘は大きく変形しているが、径29メートルの円墳と思われる。主体部は凝灰岩切石切組積みの胴張りのある横穴式石室である。羨道部は破壊されている。副葬品は、大刀片がある。
- 薬師寺3号墳 - 円墳
墳丘は破壊されているが径8メートルの円墳と復元されている。主体部は、凝灰岩切石切組積みの横穴式石室である。